# 陳同壽
陳同壽（1884年—？年），字受彤，江蘇省漣水縣人，畢業，工科進士。顧祝同的姑父。

## 生平
- 光緒三十年夏，由南洋公學派赴美國留學[1]。
- 宣統三年（1911年）九月，經學部驗看考試列最優等，賞給工科進士[2]。
- 歷任江苏上海地方审判厅庭长，江蘇漣水縣[3]、江蘇東台縣長。

## 延伸阅读
[在维基数据编辑]
 《游美同學錄·陳同壽》，出自《游美同學錄》